# Seznam výstupů do vesmíru

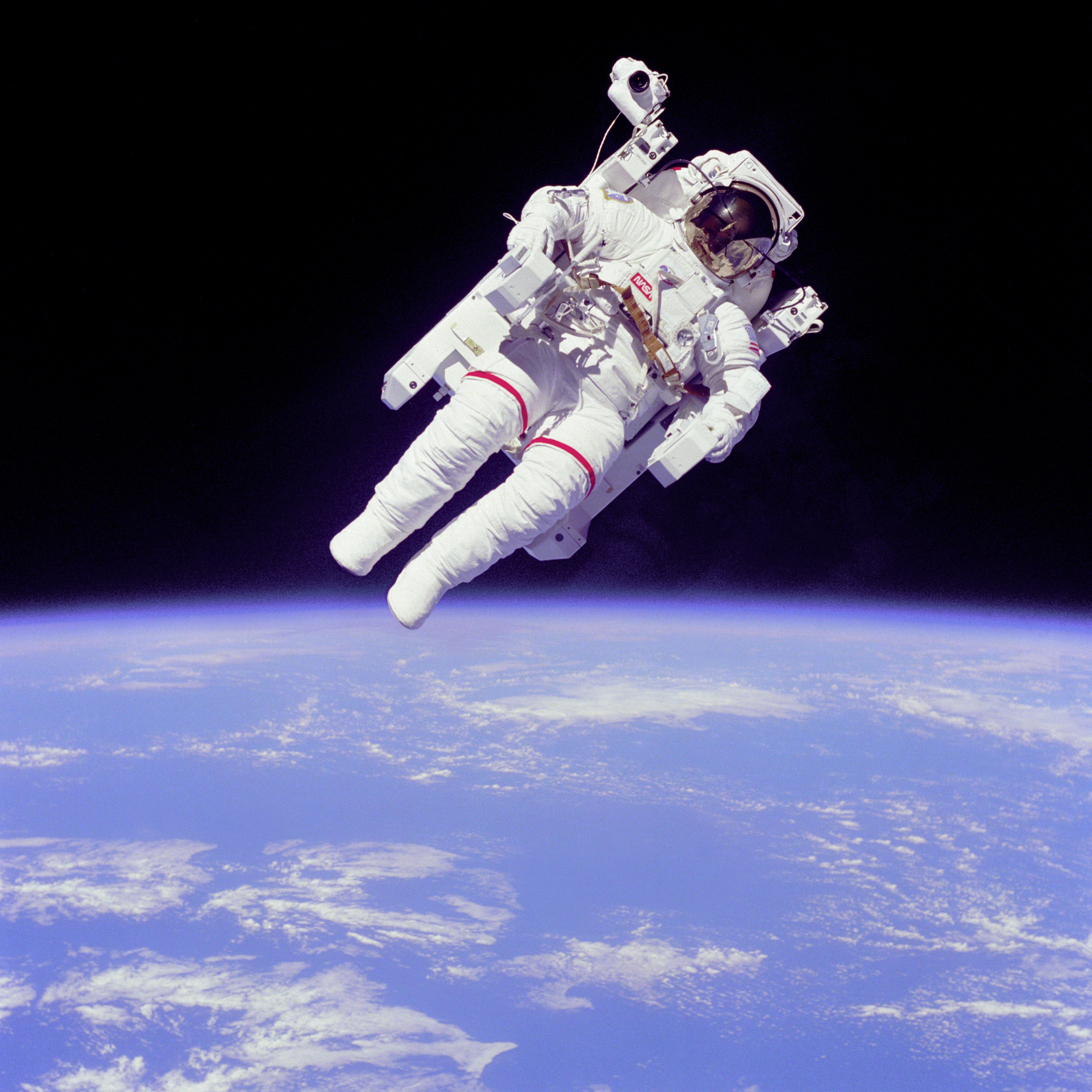
Bruce McCandless během výstupu při misi STS-41-B v roce 1984

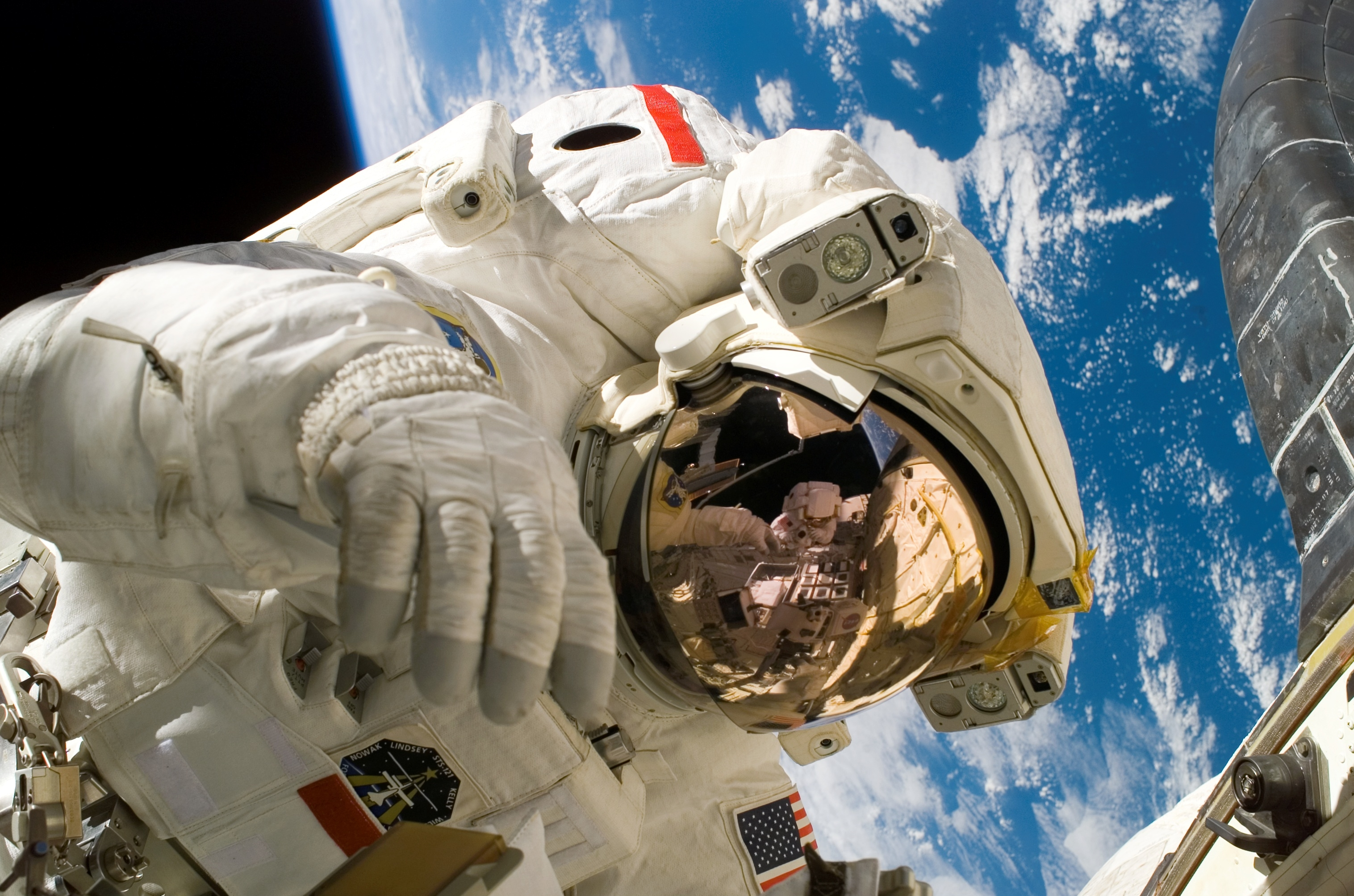
Výstup astronauta Pierse Sellerse během letu STS-121 k ISS

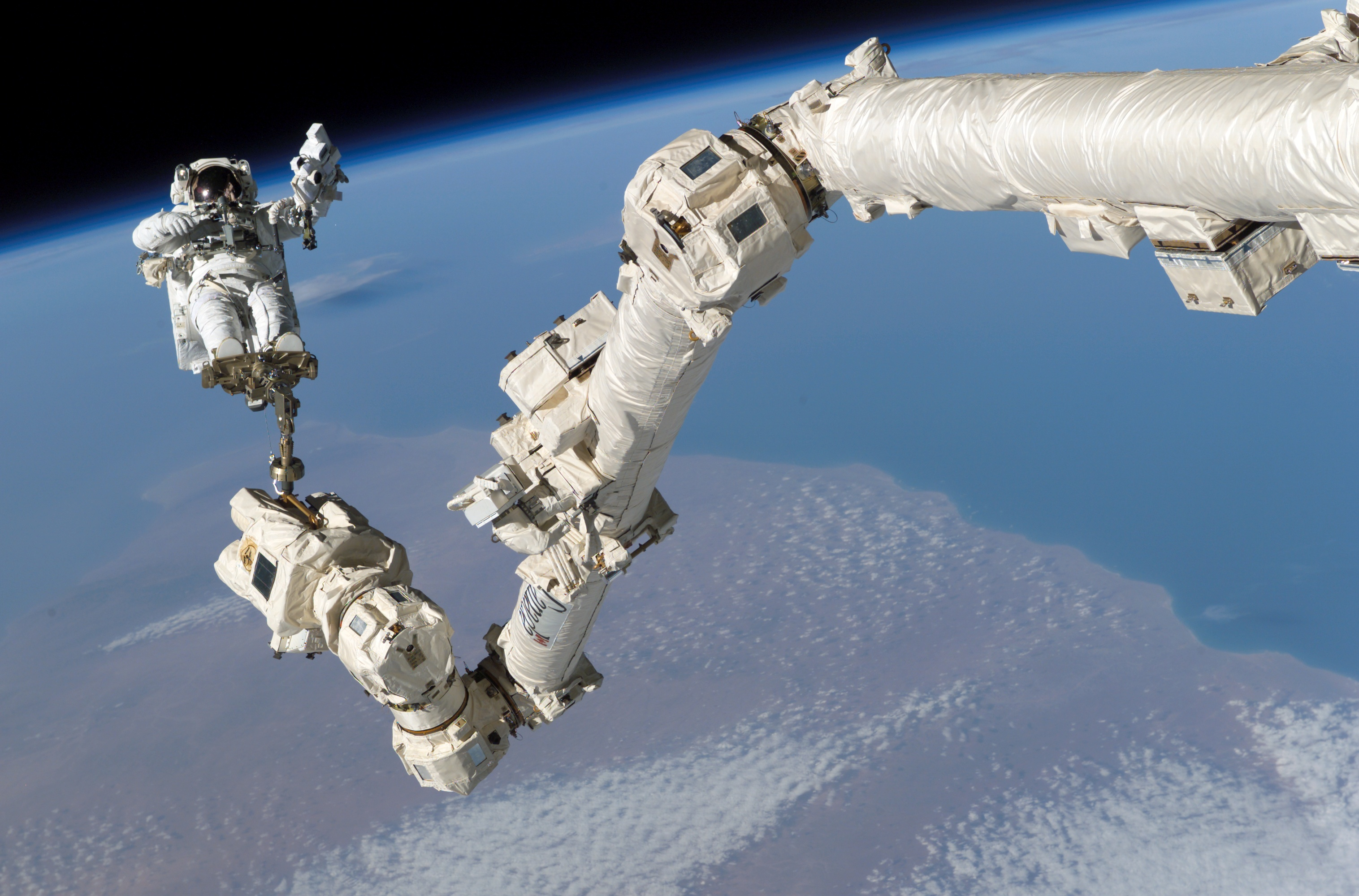
Steve Robinson při přesunu pomoci robotické ruky Canadarm2 během letu STS-114 k ISS

Toto je seznam výstupů do otevřeného vesmíru mimo výstupů ke stavbě a údržbě Mezinárodní vesmírné stanice, které se nacházejí na stránce Seznam výstupů do vesmíru z Mezinárodní vesmírné stanice.

## 1965 – 1970
| #  | Mise                        | Kosmonauti                        | Začátek (UTC)               | Konec (UTC)                 | Trvání                        | Poznámky |
| -- | --------------------------- | --------------------------------- | --------------------------- | --------------------------- | ----------------------------- | --- |
| 1  | Voschod 2                   | Alexej Leonov                     | 18. března 1965 08:43:51    | 18. března 1965 08:47       | 0 hodin, 12 minut             | První výstup do volného vesmíru. Leonov měl problém s návratem zpět do lodi. |
| 2  | Gemini 4                    | Edward White                      | 3. června 1965 19:46        | 3. června 1965 20:06        | 0 hodin, 20 minut             | První americký výstup do volného vesmíru. White měl také problém s návratem do lodi. |
|    |                             |                                   |                             |                             |                               | |
| 3  | Gemini 9A                   | Eugene Cernan                     | 5. června 1966 15:02        | 5. června 1966 17:09        | 2 hodiny, 7 minut             | |
| 4  | Gemini 10 EVA 1             | Michael Colins                    | 19. července 1966 21:44     | 19. července 1966 22:33     | 0 hodin, 49 minut             | |
| 5  | Gemini 10 EVA 2             | Michael Colins                    | 20. července 1966 23:01     | 20. července 1966 23:40     | 0 hodin, 39 minut             | |
| 6  | Gemini 11 EVA 1             | Richard Gordon                    | 13. září 1966 14:44         | 13. září 1966 15:17         | 0 hodin, 33 minut             | |
| 7  | Gemini 11 EVA 2             | Richard Gordon                    | 14. září 1966 12:49         | 14. září 1966 14:57         | 2 hodiny, 8 minut             | |
| 8  | Gemini 12 EVA 1             | Buzz Aldrin                       | 12. listopadu 1966 16:15    | 12. listopadu 1966 18:44    | 2 hodiny, 29 minut            | |
| 9  | Gemini 12 EVA 2             | Buzz Aldrin                       | 13. listopadu 1966 15:34    | 13. listopadu 1966 17:40    | 2 hodiny, 6 minut             | |
| 10 | Gemini 12 EVA 3             | Buzz Aldrin                       | 14. listopadu 1966 14:52    | 14. listopadu 1966 15:47    | 0 hodin, 55 minut             | |
|    |                             |                                   |                             |                             |                               | |
| 11 | Sojuz 4 a Sojuz 5           | Jevgenij Chrunov Alexej Jelisejev | 16. ledna 1969 12:43        | 16. ledna 1969 13:15        | 0 hodin, 32 minut             | |
| 12 | Apollo 9                    | Russell Schweickart David Scott   | 6. března 1969 16:45        | 6. března 1969 18:02        | 1 hodina, 7 minut             | |
| 13 | Apollo 11 na povrchu Měsíce | Neil Armstrong Buzz Aldrin        | 21. července 1969 02:39:33  | 21. července 1969 05:11:13  | 2 hodiny, 31 minut, 40 sekund | Armstrong stanul jako první člověk na Měsíci. Aldrin ho následoval. Astronauti vztyčili vlajku Spojených států. Přijali telefonát od prezidenta Nixona. Poté nainstalovali soupravu vědeckých přístrojů EASEP. Sesbírali vzorky kamenů a vyfotili několik fotografií. |
| 14 | Apollo 12 na povrchu Měsíce | Charles Conrad Alan Bean          | 19. listopadu 1969 11:32:35 | 19. listopadu 1969 15:28:38 | 3 hodiny, 56 minut, 3 sekundy | |
| 15 | Apollo 12 na povrchu Měsíce | Charles Conrad Alan Bean          | 20. listopadu 1969 03:54:45 | 20. listopadu 1969 07:44:00 | 3 hodiny, 49 minut, 15 sekund | |

## 1971 – 1980
| #  | Mise                        | Kosmonauti                              | Začátek (UTC)              | Konec (UTC)                | Trvání                        | Poznámky |
| -- | --------------------------- | --------------------------------------- | -------------------------- | -------------------------- | ----------------------------- | -------- |
| 16 | Apollo 14 na povrchu Měsíce | Alan Shepard Edgar Mitchell             | 5. února 1971 14:42:13     | 5. února 1971 19:30:03     | 4 hodiny, 47 minut, 50 sekund |          |
| 17 | Apollo 14 na povrchu Měsíce | Alan Shepard Edgar Mitchell             | 6. února 1971 08:11:15     | 6. února 1971 12:45:56     | 4 hodiny, 34 minut, 41 sekund |          |
| 18 | Apollo 15                   | David Scott                             | 31. července 1971 00:16:49 | 31. července 1971 00:49:56 | 0 hodin, 33 minut, 7 sekund   |          |
| 19 | Apollo 15 na povrchu Měsíce | David Scott James Irwin                 | 31. července 1971 13:12:17 | 31. července 1971 19:45:59 | 6 hodin, 32 minut, 42 sekund  |          |
| 20 | Apollo 15 na povrchu Měsíce | David Scott James Irwin                 | 1. srpna 1971 11:48:48     | 1. srpna 1971 19:01:02     | 7 hodin, 12 minut, 14 sekund  |          |
| 21 | Apollo 15 na povrchu Měsíce | David Scott James Irwin                 | 2. srpna 1971 08:52:14     | 2. srpna 1971 13:42:04     | 4 hodiny, 49 minut, 50 sekund |          |
| 22 | Apollo 15                   | Alfred Worden James Irwin               | 5. srpna 1971 15:31:12     | 5. srpna 1971 16:10:19     | 0 hodin, 39 minut, 7 sekund   |          |
|    |                             |                                         |                            |                            |                               |          |
| 23 | Apollo 16 na povrchu Měsíce | John Young Charles Duke                 | 21. dubna 1972 16:47:28    | 21. dubna 1972 23:58:40    | 7 hodin, 11 minut, 2 sekundy  |          |
| 24 | Apollo 16 na povrchu Měsíce | John Young Charles Duke                 | 22. dubna 1972 16:33:35    | 22. dubna 1972 23:56:44    | 7 hodin, 23 minut, 9 sekund   |          |
| 25 | Apollo 16 na povrchu Měsíce | John Young Charles Duke                 | 23. dubna 1972 15:25:28    | 23. dubna 1972 21:05:31    | 5 hodin, 40 minut, 3 sekundy  |          |
| 26 | Apollo 16                   | Thomas Mattingly Charles Duke           | 25. dubna 1972 20:33:46    | 25. dubna 1972 21:57:28    | 1 hodina, 23 minut, 42 sekund |          |
| 27 | Apollo 17 na povrchu Měsíce | Eugene Cernan Harrison Schmitt          | 11. prosince 1972 23:54:49 | 12. prosince 1972 07:06:42 | 7 hodin, 11 minut, 53 sekund  |          |
| 28 | Apollo 17 na povrchu Měsíce | Eugene Cernan Harrison Schmitt          | 12. prosince 1972 23:28:06 | 13. prosince 1972 07:05:02 | 7 hodin, 36 minut, 56 sekund  |          |
| 29 | Apollo 17 na povrchu Měsíce | Eugene Cernan Harrison Schmitt          | 13. prosince 1972 22:25:48 | 14. prosince 1972 05:40:56 | 7 hodin, 15 minut, 8 sekund   |          |
| 30 | Apollo 17                   | Ronald Evans Harrison Schmitt           | 17. prosince 1972 20:27:40 | 17. prosince 1972 21:33:24 | 1 hodina, 5 minut, 44 sekund  |          |
|    |                             |                                         |                            |                            |                               |          |
| 31 | Skylab 2 EVA 1              | Paul Weitz                              | 26. května 1973 00:40      | 26. května 1973 01:20      | 0 hodin, 40 minut             |          |
| 32 | Skylab 2 EVA 2              | Charles Conrad Joseph Kerwin            | 7. června 1973 15:15       | 7. června 1973 18:40       | 3 hodiny, 25 minut            |          |
| 33 | Skylab 2 EVA 3              | Charles Conrad Paul Weitz               | 19. června 1973 10:55      | 19. června 1973 12:31      | 1 hodina, 36 minut            |          |
| 34 | Skylab 3 EVA 1              | Owen Garriott Jack Lousma               | 6. srpna 1973 17:30        | 7. srpna 1973 00:01        | 6 hodin, 31 minut             |          |
| 35 | Skylab 3 EVA 2              | Owen Garriott Jack Lousma               | 24. srpna 1973 16:24       | 24. srpna 1973 20:55       | 4 hodiny, 31 minut            |          |
| 36 | Skylab 3 EVA 3              | Owen Garriott Alan Bean                 | 22. září 1973 11:18        | 22. září 1973 13:59        | 2 hodiny, 42 minut            |          |
| 37 | Skylab 4 EVA 1              | Edward Gibson William Pogue             | 22. listopadu 1973 17:42   | 23. listopadu 1973 00:15   | 6 hodin, 33 minut             |          |
| 38 | Skylab 4 EVA 2              | Gerald Carr William Pogue               | 25. prosince 1973 16:00    | 25. prosince 1973 23:01    | 7 hodin, 1 minuta             |          |
| 39 | Skylab 4 EVA 3              | Gerald Carr William Pogue               | 29. prosince 1973 17:00    | 29. prosince 1973 20:29    | 3 hodiny, 29 minut            |          |
|    |                             |                                         |                            |                            |                               |          |
| 40 | Skylab 4 EVA 4              | Gerald Carr William Pogue               | 3. února 1974 15:19        | 3. února 1974 20:38        | 5 hodin, 19 minut             |          |
|    |                             |                                         |                            |                            |                               |          |
| 41 | Saljut 6                    | Jurij Romaněnko Georgij Grečko          | 19. prosince 1977 21:36    | 19. prosince 1977 23:04    | 1 hodina, 28 minut            |          |
|    |                             |                                         |                            |                            |                               |          |
| 42 | Saljut 6                    | Vladimir Kovaljonok Alexandr Ivančenkov | 29. července 1978 04:00    | 29. července 1978 06:02    | 2 hodiny, 5 minut             |          |
|    |                             |                                         |                            |                            |                               |          |
| 43 | Saljut 6                    | Valerij Rjumin Vladimir Ljachov         | 15. srpna 1979 14:16       | 15. srpna 1979 15:39       | 1 hodina, 23 minut            |          |

## 1981 – 1990
| #  | Mise           | Kosmonauti                            | Začátek (UTC)            | Konec (UTC)              | Trvání             | Poznámky |
| -- | -------------- | ------------------------------------- | ------------------------ | ------------------------ | ------------------ | -------- |
| 44 | Saljut 7       | Anatolij Berezovoj Valentin Lebeděv   | 30. června 1982 02:39    | 30. června 1982 05:12    | 2 hodiny, 33 minut |          |
|    |                |                                       |                          |                          |                    |          |
| 45 | STS-6 EVA 1    | Story Musgrave Donald Peterson        | 7. dubna 1983 21:05      | 8. dubna 1983 01:15      | 4 hodiny, 10 minut |          |
| 46 | Saljut 7       | Vladimir Ljachov Alexandr Alexandrov  | 1. listopadu 1983 04:47  | 1. listopadu 1983 07:36  | 2 hodiny, 50 minut |          |
| 47 | Saljut 7       | Vladimir Ljachov Alexandr Alexandrov  | 3. listopadu 1983 03:47  | 3. listopadu 1983 06:42  | 2 hodiny, 55 minut |          |
|    |                |                                       |                          |                          |                    |          |
| 48 | STS-41-B EVA 1 | Bruce McCandless Robert Stewart       | 7. února 1984 12:10      | 7. února 1984 18:05      | 5 hodin, 55 minut  |          |
| 49 | STS-41-B EVA 2 | Bruce McCandless Robert Stewart       | 9. února 1984 10:24      | 9. února 1984 16:41      | 6 hodin, 17 minut  |          |
| 50 | STS-41-C EVA 1 | George Nelson James van Hoften        | 8. dubna 1984 14:18      | 8. dubna 1984 16:56      | 2 hodiny, 38 minut |          |
| 51 | STS-41-C EVA 2 | George Nelson James van Hoften        | 11. dubna 1984 08:58     | 11. dubna 1984 15:42     | 6 hodin, 44 minut  |          |
| 52 | Saljut 7       | Leonid Kizim Vladimir Solovjov        | 23. dubna 1984 04:31     | 23. dubna 1984 08:46     | 4 hodiny, 20 minut |          |
| 53 | Saljut 7       | Leonid Kizim Vladimir Solovjov        | 26. dubna 1984 02:40     | 26. dubna 1984 07:40     | 4 hodiny, 56 minut |          |
| 54 | Saljut 7       | Leonid Kizim Vladimir Solovjov        | 29. dubna 1984 01:35     | 29. dubna 1984 04:20     | 2 hodiny, 45 minut |          |
| 55 | Saljut 7       | Leonid Kizim Vladimir Solovjov        | 3. května 1984 23:15     | 4. května 1984 02:00     | 2 hodiny, 45 minut |          |
| 56 | Saljut 7       | Leonid Kizim Vladimir Solovjov        | 18. května 1984 17:52    | 18. května 1984 20:57    | 3 hodiny, 5 minut  |          |
| 57 | Saljut 7       | Světlana Savická Vladimir Džanibekov  | 25. června 1984 14:55    | 25. června 1984 18:29    | 3 hodiny, 35 minut |          |
| 58 | Saljut 7       | Leonid Kizim Vladimir Solovjov        | 8. srpna 1984 08:46      | 8. srpna 1984 13:46      | 5 hodin, 0 minut   |          |
| 59 | STS-41-G EVA 1 | David Leestma Kathryn Sullivanová     | 11. října 1984 15:38     | 11. října 1984 19:05     | 3 hodiny, 29 minut |          |
| 60 | STS-51-A EVA 1 | Joseph Allen Dale Gardner             | 12. listopadu 1984 13:25 | 12. listopadu 1984 19:25 | 6 hodin, 0 minut   |          |
| 61 | STS-51-A EVA 2 | Joseph Allen Dale Gardner             | 14. listopadu 1984 11:09 | 14. listopadu 1984 16:51 | 5 hodin, 42 minut  |          |
|    |                |                                       |                          |                          |                    |          |
| 62 | STS-51-D EVA 1 | Jeffrey Hoffman Stanley Griggs        | 16. dubna 1985           | 16. dubna 1985           | 3 hodiny, 6 minut  |          |
| 63 | Saljut 7       | Vladimir Džanibekov Viktor Savinych   | 2. srpna 1985 07:15      | 2. srpna 1985 12:15      | 5 hodin, 0 minut   |          |
| 64 | STS-51-I EVA 1 | William Fischer James van Hoften      | 31. srpna 1985           | 31. srpna 1985           | 7 hodin, 20 minut  |          |
| 65 | STS-51-I EVA 2 | William Fischer James van Hoften      | 1. září 1985             | 1. září 1985             | 4 hodiny, 26 minut |          |
| 66 | STS-61-B EVA 1 | Jerry L. Ross Sherwood Spring         | 29. listopadu 1985       | 29. listopadu 1985       | 5 hodin, 32 minut  |          |
| 67 | STS-61-B EVA 2 | Jerry L. Ross Sherwood Spring         | 1. prosince 1985         | 1. prosince 1985         | 6 hodin, 41 minut  |          |
|    |                |                                       |                          |                          |                    |          |
| 68 | Saljut 7       | Leonid Kizim Vladimir Solovjov        | 28. května 1986 05:43    | 28. května 1986 09:33    | 3 hodiny, 50 minut |          |
| 69 | Saljut 7       | Leonid Kizim Vladimir Solovjov        | 31. května 1986 04:57    | 31. května 1986 09:57    | 5 hodin, 0 minut   |          |
|    |                |                                       |                          |                          |                    |          |
| 70 | Mir EO-2 EVA 1 | Jurij Romaněnko Alexandr Lavejkin     | 11. dubna 1987 19:41     | 11. dubna 1987 23:21     | 3 hodiny, 40 minut |          |
| 71 | Mir EO-2 EVA 2 | Jurij Romaněnko Alexandr Lavejkin     | 12. června 1987 16:55    | 12. června 1987 18:48    | 1 hodina, 53 minut |          |
| 72 | Mir EO-2 EVA 3 | Jurij Romaněnko Alexandr Lavejkin     | 16. června 1987 15:30    | 16. června 1987 18:45    | 3 hodiny, 15 minut |          |
|    |                |                                       |                          |                          |                    |          |
| 73 | Mir EO-3 EVA 1 | Vladimir Titov Musa Manarov           | 26. února 1988 09:00     | 26. února 1988 13:55     | 4 hodiny, 25 minut |          |
| 74 | Mir EO-3 EVA 2 | Vladimir Titov Musa Manarov           | 30. června 1988 05:33    | 30. června 1988 10:43    | 5 hodin, 10 minut  |          |
| 75 | Mir EO-3 EVA 3 | Vladimir Titov Musa Manarov           | 20. října 1988 05:59     | 20. října 1988 10:11     | 4 hodiny, 12 minut |          |
| 76 | Mir EO-4 EVA 1 | Alexandr Volkov Jean-Loup Chrétien    | 9. prosince 1988 09:57   | 9. prosince 1988 15:57   | 6 hodin, 0 minut   |          |
|    |                |                                       |                          |                          |                    |          |
| 77 | Mir EO-5 EVA 1 | Alexandr Viktorenko Alexandr Serebrov | 8. ledna 1990 20:23      | 8. ledna 1990 23:19      | 2 hodiny, 56 minut |          |
| 78 | Mir EO-5 EVA 2 | Alexandr Viktorenko Alexandr Serebrov | 11. ledna 1990 18:01     | 11. ledna 1990 20:55     | 2 hodiny, 54 minut |          |
| 79 | Mir EO-5 EVA 3 | Alexandr Viktorenko Alexandr Serebrov | 26. ledna 1990 12:09     | 26. ledna 1990 15:11     | 3 hodiny, 2 minuty |          |
| 80 | Mir EO-5 EVA 4 | Alexandr Viktorenko Alexandr Serebrov | 1. února 1990 08:15      | 1. února 1990 13:14      | 4 hodiny, 59 minut |          |
| 81 | Mir EO-5 EVA 5 | Alexandr Viktorenko Alexandr Serebrov | 5. února 1990 06:08      | 5. února 1990 09:53      | 3 hodiny, 45 minut |          |
| 82 | Mir EO-6 EVA 1 | Anatolij Solovjov Alexandr Balandin   | 17. července 1990 13:06  | 17. července 1990 20:22  | 7 hodin, 0 minut   |          |
| 83 | Mir EO-6 EVA 2 | Anatolij Solovjov Alexandr Balandin   | 26. července 1990 11:15  | 26. července 1990 14:46  | 3 hodiny, 31 minut |          |
| 84 | Mir EO-7 EVA 1 | Gennadij Manakov Gennadij Strekalov   | 29. října 1990 21:45     | 30. října 1990 00:30     | 2 hodiny, 45 minut |          |

## 1991 – 2000
| #   | Mise             | Kosmonauti                             | Začátek (UTC)            | Konec (UTC)              | Trvání                       | Poznámky |
| --- | ---------------- | -------------------------------------- | ------------------------ | ------------------------ | ---------------------------- | -------- |
| 85  | Mir EO-8 EVA 1   | Viktor Afanasjev Musa Manarov          | 7. ledna 1991 17:03      | 7. ledna 1991 22:21      | 5 hodin, 18 minut            |          |
| 86  | Mir EO-8 EVA 2   | Viktor Afanasjev Musa Manarov          | 23. ledna 1991 10:59     | 23. ledna 1991 16:32     | 5 hodin, 33 minut            |          |
| 87  | Mir EO-8 EVA 3   | Viktor Afanasjev Musa Manarov          | 26. ledna 1991 09:00     | 26. ledna 1991 15:20     | 6 hodin, 20 minut            |          |
| 88  | STS-37 EVA 1     | Jerry L. Ross Jerome Apt               | 7. dubna 1991            | 7. dubna 1991            | 4 hodiny, 26 minut           |          |
| 89  | STS-37 EVA 2     | Jerry L. Ross Jerome Apt               | 8. dubna 1991            | 8. dubna 1991            | 5 hodin, 47 minut            |          |
| 90  | Mir EO-8 EVA 4   | Viktor Afanasjev Musa Manarov          | 25. dubna 1991 20:29     | 26. dubna 1991 00:03     | 3 hodiny, 34 minut           |          |
| 91  | Mir EO-9 EVA 1   | Anatolij Arcebarskij Sergej Krikaljov  | 24. června 1991 21:11    | 25. června 1991 02:09    | 4 hodiny, 58 minut           |          |
| 92  | Mir EO-9 EVA 2   | Anatolij Arcebarskij Sergej Krikaljov  | 28. června 1991 19:02    | 28. června 1991 22:26    | 3 hodiny, 24 minut           |          |
| 93  | Mir EO-9 EVA 3   | Anatolij Arcebarskij Sergej Krikaljov  | 15. července 1991 11:45  | 15. července 1991 17:41  | 5 hodin, 56 minut            |          |
| 94  | Mir EO-9 EVA 4   | Anatolij Arcebarskij Sergej Krikaljov  | 19. července 1991 11:10  | 19. července 1991 16:38  | 5 hodin, 28 minut            |          |
| 95  | Mir EO-9 EVA 5   | Anatolij Arcebarskij Sergej Krikaljov  | 23. července 1991 09:15  | 23. července 1991 14:57  | 5 hodin, 42 minut            |          |
| 96  | Mir EO-9 EVA 6   | Anatolij Arcebarskij Sergej Krikaljov  | 27. července 1991 08:44  | 27. července 1991 15:33  | 6 hodin, 49 minut            |          |
|     |                  |                                        |                          |                          |                              |          |
| 97  | Mir EO-10 EVA 1  | Alexandr Volkov Sergej Krikaljov       | 20. února 1992 20:09     | 21. února 1992 00:21     | 4 hodiny, 12 minut           |          |
| 98  | STS-49 EVA 1     | Pierre Thuot Richard Hieb              | 10. května 1992 20:40    | 11. května 1992 00:23    | 3 hodiny, 43 minut           |          |
| 99  | STS-49 EVA 2     | Pierre Thuot Richard Hieb              | 11. května 1992 21:05    | 12. května 1992 02:35    | 5 hodin, 30 minut            |          |
| 100 | STS-49 EVA 3     | Pierre Thuot Richard Hieb Thomas Akers | 13. května 1992 21:17    | 14. května 1992 05:46    | 8 hodin, 29 minut            |          |
| 101 | STS-49 EVA 4     | Thomas Akers Kathryn Thorntonová       | 14. května 1992 ~21:00   | 15. května 1992 ~04:45   | 7 hodin, 44 minut            |          |
| 102 | Mir EO-11 EVA 1  | Alexandr Viktorenko Alexandr Kaleri    | 8. července 1992 12:38   | 8. července 1992 14:41   | 2 hodiny, 3 minuty           |          |
| 103 | Mir EO-12 EVA 1  | Sergej Avdějev Anatolij Solovjov       | 3. září 1992 13:32       | 3. září 1992 17:28       | 3 hodiny, 56 minut           |          |
| 104 | Mir EO-12 EVA 2  | Sergej Avdějev Anatolij Solovjov       | 7. září 1992 11:47       | 7. září 1992 16:55       | 5 hodin, 8 minut             |          |
| 105 | Mir EO-12 EVA 3  | Sergej Avdějev Anatolij Solovjov       | 11. září 1992 10:06      | 11. září 1992 15:50      | 5 hodin, 44 minut            |          |
| 106 | Mir EO-12 EVA 4  | Sergej Avdějev Anatolij Solovjov       | 15. září 1992 07:49      | 15. září 1992 11:22      | 3 hodiny, 33 minut           |          |
|     |                  |                                        |                          |                          |                              |          |
| 107 | STS-54 EVA 1     | Gregory Harbaugh Mario Runco           | 17. ledna 1993           | 17. ledna 1993           | 4 hodiny, 28 minut           |          |
| 108 | Mir EO-13 EVA 1  | Gennadij Manakov Alexandr Poleščuk     | 19. dubna 1993 17:15     | 19. dubna 1993 22:40     | 5 hodin, 25 minut            |          |
| 109 | Mir EO-13 EVA 2  | Gennadij Manakov Alexandr Poleščuk     | 18. června 1993 17:25    | 18. června 1993 21:58    | 4 hodiny, 33 minut           |          |
| 110 | STS-57 EVA 1     | George Low Peter Wisoff                | 25. června 1993          | 25. června 1993          | 5 hodin, 50 minut            |          |
| 111 | Mir EO-14 EVA 1  | Vasilij Ciblijev Alexandr Serebrov     | 16. září 1993 05:57      | 16. září 1993 10:16      | 4 hodiny, 18 minut           |          |
| 112 | STS-51 EVA 1     | James Newman Carl Walz                 | 16. září 1993 08:40      | 16. září 1993 15:45      | 7 hodin, 5 minut             |          |
| 113 | Mir EO-14 EVA 2  | Vasilij Ciblijev Alexandr Serebrov     | 20. září 1993 03:51:50   | 20. září 1993 07:05:40   | 3 hodiny, 13 minut           |          |
| 114 | Mir EO-14 EVA 3  | Vasilij Ciblijev Alexandr Serebrov     | 28. září 1993 00:57      | 28. září 1993 02:48      | 1 hodiny, 52 minut           |          |
| 115 | Mir EO-14 EVA 4  | Vasilij Ciblijev Alexandr Serebrov     | 22. října 1993 15:47     | 22. října 1993 16:25     | 0 hodin, 38 minut            |          |
| 116 | Mir EO-14 EVA 5  | Vasilij Ciblijev Alexandr Serebrov     | 29. října 1993 13:38     | 29. října 1993 17:50     | 4 hodiny, 12 minut           |          |
| 117 | STS-61 EVA 1     | Story Musgrave Jeffrey Hoffman         | 5. prosince 1993 03:44   | 5. prosince 1993 11:38   | 7 hodin, 54 minut            |          |
| 118 | STS-61 EVA 2     | Kathryn Thorntonová Thomas Akers       | 6. prosince 1993 03:29   | 6. prosince 1993 10:05   | 6 hodin, 36 minut            |          |
| 119 | STS-61 EVA 3     | Story Musgrave Jeffrey Hoffman         | 7. prosince 1993 03:35   | 7. prosince 1993 10:22   | 6 hodin, 47 minut            |          |
| 120 | STS-61 EVA 4     | Kathryn Thorntonová Thomas Akers       | 8. prosince 1993 03:13   | 8. prosince 1993 10:03   | 7 hodin, 21 minut            |          |
| 121 | STS-61 EVA 5     | Story Musgrave Jeffrey Hoffman         | 9. prosince 1993 03:30   | 9. prosince 1993 10:51   | 7 hodin, 21 minut            |          |
|     |                  |                                        |                          |                          |                              |          |
| 122 | Mir EO-16 EVA 1  | Jurij Malenčenko Talgat Musabajev      | 9. září 1994 07:00       | 9. září 1994 12:06       | 5 hodin, 4 minuty            |          |
| 123 | Mir EO-16 EVA 2  | Jurij Malenčenko Talgat Musabajev      | 13. září 1994 06:30      | 13. září 1994 12:32      | 6 hodin, 1 minuta            |          |
| 124 | STS-64 EVA 1     | Mark Lee Carl Meade                    | 16. září 1994 14:42      | 16. září 1994 21:33      | 6 hodin, 51 minut            |          |
|     |                  |                                        |                          |                          |                              |          |
| 125 | STS-63 EVA 1     | Michael Foale Bernard Harris           | 9. února 1995 11:56      | 9. února 1995 16:25      | 4 hodiny, 39 minut           |          |
| 126 | Mir EO-18 EVA 1  | Vladimir Děžurov Gennadij Strekalov    | 12. května 1995 04:20:44 | 12. května 1995 10:35:16 | 6 hodin, 14 minut, 32 sekund |          |
| 127 | Mir EO-18 EVA 2  | Vladimir Děžurov Gennadij Strekalov    | 17. května 1995 02:38    | 17. května 1995 09:20    | 6 hodin, 52 minut            |          |
| 128 | Mir EO-18 EVA 3  | Vladimir Děžurov Gennadij Strekalov    | 22. května 1995 00:10:20 | 22. května 1995 05:25:11 | 5 hodin, 14 minut, 51 sekund |          |
| 129 | Mir EO-18 EVA 4  | Vladimir Děžurov Gennadij Strekalov    | 28. května 1995 22:22    | 28. května 1995 22:43    | 0 hodin, 21 minut            |          |
| 130 | Mir EO-18 EVA 5  | Vladimir Děžurov Gennadij Strekalov    | 1. června 1995 22:05:30  | 1. června 1995 22:28:20  | 0 hodin, 22 minut, 50 sekund |          |
| 131 | Mir EO-19 EVA 1  | Anatolij Solovjov Nikolaj Budarin      | 14. července 1995 03:56  | 14. července 1995 09:30  | 5 hodin, 34 minut            |          |
| 132 | Mir EO-19 EVA 2  | Anatolij Solovjov Nikolaj Budarin      | 19. července 1995 00:39  | 19. července 1995 03:47  | 3 hodiny, 8 minut            |          |
| 133 | Mir EO-19 EVA 3  | Anatolij Solovjov Nikolaj Budarin      | 21. července 1995 00:28  | 21. července 1995 06:18  | 5 hodin, 50 minut            |          |
| 134 | STS-69 EVA 1     | James S. Voss Michael Gernhardt        | 16. září 1995 08:20      | 16. září 1995 15:06      | 6 hodin, 46 minut            |          |
| 135 | Mir EO-20 EVA 1  | Sergej Avdějev Thomas Reiter           | 20. října 1995 11:50     | 20. října 1995 17:06     | 5 hodin, 16 minut            |          |
| 136 | Mir EO-20 EVA 2  | Sergej Avdějev Jurij Gidzenko          | 8. prosince 1995 19:23   | 8. prosince 1995 19:52   | 0 hodin, 37 minut            |          |
|     |                  |                                        |                          |                          |                              |          |
| 137 | STS-72 EVA 1     | Leroy Chiao Daniel Barry               | 15. ledna 1996 05:35     | 15. ledna 1996 11:44     | 6 hodin, 9 minut             |          |
| 138 | STS-72 EVA 2     | Leroy Chiao Winston Scott              | 17. ledna 1996 05:40     | 17. ledna 1996 11:44     | 6 hodin, 53 minut            |          |
| 139 | Mir EO-20 EVA 3  | Thomas Reiter Jurij Gidzenko           | 8. února 1996 14:03      | 8. února 1996 17:08      | 3 hodiny, 6 minut            |          |
| 140 | Mir EO-21 EVA 1  | Jurij Onufrijenko Jurij Usačov         | 15. března 1996 01:04    | 15. března 1996 06:55    | 5 hodiny, 51 minut           |          |
| 141 | STS-76/Mir EVA 1 | Michael Clifford Linda Godwinová       | 27. března 1996 06:34    | 27. března 1996 12:36    | 6 hodin, 2 minuty            |          |
| 142 | Mir EO-21 EVA 2  | Jurij Onufrijenko Jurij Usačov         | 20. května 1996 22:50    | 21. května 1996 04:10    | 5 hodin, 20 minut            |          |
| 143 | Mir EO-21 EVA 3  | Jurij Onufrijenko Jurij Usačov         | 24. května 1996 20:47    | 25. května 1996 02:30    | 5 hodin, 43 minut            |          |
| 144 | Mir EO-21 EVA 4  | Jurij Onufrijenko Jurij Usačov         | 30. května 1996 18:20    | 30. května 1996 22:40    | 4 hodiny, 20 minut           |          |
| 145 | Mir EO-21 EVA 5  | Jurij Onufrijenko Jurij Usačov         | 6. června 1996 16:56     | 6. června 1996 0:30      | 3 hodiny, 34 minut           |          |
| 146 | Mir EO-21 EVA 6  | Jurij Onufrijenko Jurij Usačov         | 13. června 1996 12:45    | 13. června 1996 18:27    | 5 hodin, 42 minut            |          |
| 147 | Mir EO-22 EVA 1  | Valerij Korzun Alexandr Kaleri         | 2. prosince 1996 15:54   | 2. prosince 1996 21:51   | 5 hodiny, 57 minut           |          |
| 148 | Mir EO-22 EVA 2  | Valerij Korzun Alexandr Kaleri         | 9. prosince 1996 13:52   | 9. prosince 1996 20:28   | 6 hodin, 36 minut            |          |
|     |                  |                                        |                          |                          |                              |          |
| 149 | STS-82 EVA 1     | Mark Lee Steven Smith                  | 14. února 1997 04:34     | 14. února 1997 11:16     | 6 hodiny, 42 minut           |          |
| 150 | STS-82 EVA 2     | Gregory Harbaugh Joseph Tanner         | 15. února 1997 03:25     | 15. února 1997 10:52     | 7 hodin, 27 minut            |          |
| 151 | STS-82 EVA 3     | Mark Lee Steven Smith                  | 16. února 1997 02:53     | 16. února 1997 10:04     | 7 hodin, 11 minut            |          |
| 152 | STS-82 EVA 4     | Gregory Harbaugh Joseph Tanner         | 17. února 1997 03:45     | 17. února 1997 10:19     | 6 hodin, 34 minut            |          |
| 153 | STS-82 EVA 5     | Mark Lee Steven Smith                  | 18. února 1997 03:15     | 18. února 1997 08:32     | 5 hodin, 17 minut            |          |
| 154 | Mir EO-23 EVA 1  | Vasilij Ciblijev Jerry Linenger        | 29. dubna 1997 05:10     | 29. dubna 1997 10:09     | 4 hodiny, 59 minut           |          |
| 155 | Mir EO-24 EVA 1  | Anatolij Solovjov Pavel Vinogradov     | 22. srpna 1997 11:14     | 22. srpna 1997 14:30     | 3 hodiny, 16 minut           |          |
| 156 | Mir EO-24 EVA 2  | Anatolij Solovjov Michael Foale        | 6. září 1997 01:07       | 6. září 1997 07:07       | 6 hodin, 0 minut             |          |
| 157 | STS-86/Mir       | Scott Parazynski Vladimir Titov        | 1. října 1997            | 1. října 1997            | 5 hodin, 1 minuta            |          |
| 158 | Mir EO-24 EVA 3  | Anatolij Solovjov Pavel Vinogradov     | 20. října 1997 09:40     | 20. října 1997 16:18     | 6 hodin, 38 minut            |          |
| 159 | Mir EO-24 EVA 4  | Anatolij Solovjov Pavel Vinogradov     | 3. listopadu 1997 03:32  | 3. listopadu 1997 09:36  | 6 hodin, 4 minuty            |          |
| 160 | Mir EO-24 EVA 5  | Anatolij Solovjov Pavel Vinogradov     | 6. listopadu 1997 00:12  | 6. listopadu 1997 06:24  | 6 hodin, 12 minut            |          |
| 161 | STS-87 EVA 1     | Winston Scott Takao Doi                | 25. listopadu 1997 00:02 | 25. listopadu 1997 07:45 | 7 hodin, 43 minut            |          |
| 162 | STS-87 EVA 2     | Winston Scott Takao Doi                | 3. prosince 1997 09:09   | 3. prosince 1997 14:09   | 4 hodiny, 59 minut           |          |
|     |                  |                                        |                          |                          |                              |          |
| 163 | Mir EO-24 EVA 6  | Anatolij Solovjov Pavel Vinogradov     | 8. ledna 1998 23:08      | 9. ledna 1998 02:14      | 3 hodiny, 6 minut            |          |
| 164 | Mir EO-24 EVA 7  | Anatolij Solovjov David Wolf           | 14. ledna 1998 21:12     | 15. ledna 1998 01:04     | 3 hodiny, 52 minut           |          |
| 165 | Mir EO-25 EVA 1  | Talgat Musabajev Nikolaj Budarin       | 1. dubna 1998 13:35      | 1. dubna 1998 20:15      | 6 hodin, 40 minut            |          |
| 166 | Mir EO-25 EVA 2  | Talgat Musabajev Nikolaj Budarin       | 6. dubna 1998 13:35      | 6. dubna 1998 17:50      | 4 hodiny, 15 minut           |          |
| 167 | Mir EO-25 EVA 3  | Talgat Musabajev Nikolaj Budarin       | 11. dubna 1998 09:55     | 11. dubna 1998 16:20     | 6 hodin, 25 minut            |          |
| 168 | Mir EO-25 EVA 4  | Talgat Musabajev Nikolaj Budarin       | 17. dubna 1998 07:40     | 17. dubna 1998 14:13     | 6 hodin, 33 minut            |          |
| 169 | Mir EO-25 EVA 5  | Talgat Musabajev Nikolaj Budarin       | 22. dubna 1998 05:34     | 22. dubna 1998 11:55     | 6 hodin, 21 minut            |          |
| 170 | Mir EO-26 EVA 1  | Gennadij Padalka Sergej Avdějev        | 15. září 1998 20:00      | 15. září 1998 20:30      | 0 hodin, 30 minut            |          |
| 171 | Mir EO-26 EVA 2  | Gennadij Padalka Sergej Avdějev        | 10. listopadu 1998 19:23 | 11. listopadu 1998 01:18 | 5 hodin, 55 minut            |          |
|     |                  |                                        |                          |                          |                              |          |
| 172 | Mir EO-27 EVA 1  | Viktor Afanasjev Jean-Pierre Haigneré  | 16. dubna 1999 04:37     | 16. dubna 1999 10:56     | 6 hodin, 19 minut            |          |
| 173 | Mir EO-27 EVA 2  | Viktor Afanasjev Sergej Avdějev        | 23. července 1999 11:06  | 23. července 1999 17:13  | 6 hodin, 7 minut             |          |
| 174 | Mir EO-27 EVA 3  | Viktor Afanasjev Sergej Avdějev        | 28. července 1999 09:37  | 28. července 1999 14:59  | 5 hodin, 22 minut            |          |
| 175 | STS-103          | Steven Smith John Grunsfeld            | 22. prosince 1999 18:54  | 23. prosince 1999 03:09  | 8 hodin, 15 minut            |          |
| 176 | STS-103          | Michael Foale Claude Nicollier         | 23. prosince 1999 19:06  | 24. prosince 1999 03:16  | 8 hodin, 10 minut            |          |
| 177 | STS-103          | Steven Smith John Grunsfeld            | 24. prosince 1999 19:17  | 25. prosince 1999 03:25  | 8 hodin, 8 minut             |          |
|     |                  |                                        |                          |                          |                              |          |
| 178 | Mir EO-28 EVA 1  | Sergej Zaljotin Alexandr Kaleri        | 12. května 2000 10:44    | 12. května 2000 15:36    | 4 hodiny, 52 minut           |          |

## 2001 – 2010
| #   | Mise            | Kosmonauti                        | Začátek (UTC)         | Konec (UTC)           | Trvání            | Poznámky |
| --- | --------------- | --------------------------------- | --------------------- | --------------------- | ----------------- | -------- |
|     |                 |                                   |                       |                       |                   |          |
| 179 | STS-109 EVA 1   | John Grunsfeld Richard Linnehan   | 4. března 2002 06:37  | 4. března 2002 13:38  | 7 hodin, 1 minuta |          |
| 180 | STS-109 EVA 2   | James Newman Michael Massimino    | 5. března 2002 06:40  | 5. března 2002 13:56  | 7 hodin, 16 minut |          |
| 181 | STS-109 EVA 3   | John Grunsfeld Richard Linnehan   | 6. března 2002 08:28  | 6. března 2002 15:16  | 6 hodin, 48 minut |          |
| 182 | STS-109 EVA 4   | James Newman Michael Massimino    | 7. března 2002 09:00  | 7. března 2002 16:30  | 7 hodin, 30 minut |          |
| 183 | STS-109 EVA 5   | John Grunsfeld Richard Linnehan   | 8. března 2002 08:46  | 8. března 2002 16:06  | 7 hodin, 20 minut |          |
|     |                 |                                   |                       |                       |                   |          |
| 184 | Šen-čou 7 EVA 1 | Čaj Č’-kang Liou Po-ming          | 27. září 2008 08:38   | 27. září 2008 09:00   | 0 hodin, 22 minut |          |
|     |                 |                                   |                       |                       |                   |          |
| 185 | STS-125 EVA 1   | John Grunsfeld Andrew J. Feustel  | 14. května 2009 12:52 | 14. května 2009 20:12 | 7 hodin, 20 minut |          |
| 186 | STS-125 EVA 2   | Michael Massimino Michael T. Good | 15. května 2009 12:49 | 15. května 2009 20:45 | 7 hodin, 56 minut |          |
| 187 | STS-125 EVA 3   | John Grunsfeld Andrew J. Feustel  | 16. května 2009 13:35 | 16. května 2009 20:11 | 6 hodin, 36 minut |          |
| 188 | STS-125 EVA 4   | Michael Massimino Michael T. Good | 17. května 2009 13:45 | 17. května 2009 21:47 | 8 hodin, 2 minuty |          |
| 189 | STS-125 EVA 5   | John Grunsfeld Andrew J. Feustel  | 18. května 2009 13:20 | 18. května 2009 20:22 | 7 hodin, 2 minuty |          |

## 2021 – dosud
| #   | Mise                | Kosmonauti                                                | Začátek (UTC)             | Konec (UTC)               | Trvání             | Poznámky |
| --- | ------------------- | --------------------------------------------------------- | ------------------------- | ------------------------- | ------------------ | --- |
| 190 | TSS Posádka 1 EVA 1 | Liou Po-ming Tchang Chung-po                              | 4. července 2021 00:11    | 4. července 2021 06:57    | 6 hodin, 46 minut  | První výstup z čínské Vesmírné stanice Tchien-kung, montážní práce při uvádění stanice do provozu |
| 191 | TSS Posádka 1 EVA 2 | Nie Chaj-šeng Liou Po-ming                                | 20. srpna 2021 00:38      | 20. srpna 2021 06:33      | 5 hodin, 55 minut  | |
| 192 | TSS Posádka 2 EVA 1 | Čaj Č’-kang Wang Ja-pching                                | 7. listopadu 2021 10:51   | 7. listopadu 2021 17:16   | 6 hodin, 25 minut  | |
| 193 | TSS Posádka 2 EVA 2 | Čaj Č’-kang Jie Kuang-fu                                  | 26. prosince 2021 10:44   | 26. prosince 2021 16:55   | 6 hodin, 11 minut  | |
|     |                     |                                                           |                           |                           |                    | |
| 194 | TSS Posádka 3 EVA 1 | Čchen Tung Liou Jang                                      | 1. září 2022 10:26        | 1. září 2022 16:33        | 6 hodin, 7 minut   | První výstup z nového modulu Wen-tchin |
| 195 | TSS Posádka 3 EVA 2 | Čchen Tung Cchaj Sü-če                                    | 17. září 2022 05:35       | 17. září 2022 09:47       | 4 hodiny, 12 minut | |
| 196 | TSS Posádka 3 EVA 3 | Čchen Tung Cchaj Sü-če                                    | 17. listopadu 2022 03:16  | 17. listopadu 2022 08:50  | 5 hodin, 34 minut  | Montážní práce na nových modulech |
|     |                     |                                                           |                           |                           |                    | |
| 197 | TSS Posádka 4 EVA 1 | Fej Ťün-lung Čang Lu                                      | 9. února 2023 09:10       | 9. února 2023 16:16       | 7 hodin, 6 minut   | Montážní práce na nových modulech |
| 198 | TSS Posádka 4 EVA 2 | Fej Ťün-lung Čang Lu                                      | 2. března 2023            | 2. března 2023            | nezveřejněno       | nezveřejněno |
| 199 | TSS Posádka 4 EVA 3 | Fej Ťün-lung Čang Lu                                      | 30. března 2023           | 30. března 2023           | nezveřejněno       | nezveřejněno |
| 200 | TSS Posádka 4 EVA 4 | Fej Ťün-lung Čang Lu                                      | 15. dubna 2023            | 15. dubna 2023            | nezveřejněno       | Montážní práce na nových modulech |
| 201 | TSS Posádka 5 EVA 1 | Ťing Chaj-pcheng Ču Jang-ču                               | 20. července 2023, ~05:40 | 20. července 2023, ~13:40 | ~8 hodin           | Montáž panoramatických kamer a dalšího vybavení na vnějšku modulů |
| 202 | TSS Posádka 6 EVA 1 | Tchang Chung-po Tchang Šeng-ťie                           | 21. prosince 2023, ~06:05 | 21. prosince 2023, ~13:35 | ~7 hodin, 30 minut | Mimo jiné oprava jednoho pole solární panelů po poškození zásahem mikrometeoritu |
|     |                     |                                                           |                           |                           |                    | |
| 203 | TSS Posádka 6 EVA 1 | Tchang Chung-po Ťiang Sin-lin                             | 1. března 2024, 21:40     | 2. března 2024, 05:32     | 7 hodin, 52 minut  | Dokončení opravy solárních panelů, inspekce vybavení |
| 204 | TSS Posádka 7 EVA 1 | Jie Kuang-fu Li Kuang-su                                  | 28. května 2024, 02:35    | 28. května 2024, 10:58    | 8 hodin, 23 minut  | Instalace zařízení na ochranu před kosmickým odpadem |
| 205 | TSS Posádka 7 EVA 1 | Jie Kuang-fu Li Cchung                                    | 3. července 2024, 08:18   | 3. července 2024, 14:51   | 6 hodin, 32 minut  | Instalace ochrany před kosmickým odpadem na modul Wen-tchien |
| 206 | Polaris Dawn EVA 1  | Jared Isaacman Sarah Gillisová Scott Poteet Anna Menonová | 12. září 2024, 10:12      | 3. července 2024, 11:58   | 1 hodina, 46 minut | První soukromý výstup do vesmíru. První výstup 4 osob současně, i když jen Isaacman a Gillisová prošli průlezem a několik minut v něm stáli. Podmínkám otevřeného vesmírného prostoru ale byli vystaveni všichni, kabina Crew Dragon nemá přechodovu komoru. |
| 207 | TSS Posádka 8 EVA 1 | Cchaj Sü-če Sung Ling-tung                                | 17. prosince 2024, 04:51  | 17. prosince 2024, 13:57  | 9 hodin, 6 minut   | Dokončení instalace ochrany stanice před kosmickým odpadem. Nejdelší výstup do vesmíru v historii. |
|     |                     |                                                           |                           |                           |                    | |
| 208 | TSS Posádka 8 EVA 2 | Cchaj Sü-če Sung Ling-tung                                | 20. ledna 2025, 08:55     | 20. ledna 2025, 17:12     | 8 hodin, 17 minut  | Instalace dalších prvků ochrany stanice před kosmickým odpadem. |
| 209 | TSS Posádka 8 EVA 3 | Cchaj Sü-če Sung Ling-tung                                | 21. března 2025, 05:45    | 21. března 2025, 12:50    | 7 hodin, 5 minut   | Instalace ochrany stanice a obsluha vědeckých experimentů na vnějším povrchu. |
| 210 | TSS Posádka 9 EVA 1 | Čchen Tung Čchen Čung-žuej                                | 22. května 2025 00:50     | 22. května 2025, 08:49    | 7 hodin, 59 minut  | Instalace dalších prvků ochrany stanice a rutinní inspekce a údržba vybavení. |
| 211 | TSS Posádka 9 EVA 2 | Čchen Tung Čchen Čung-žuej                                | 26. června 2025, 07:04    | 26. června 2025, 13:29    | 6 hodin, 25 minut  | Další ochranný štít proti kosmickému smetí, zkontrolovala a instalace vybavení pro práci mimo stanici. |
| 212 | TSS Posádka 9 EVA 3 | Čchen Tung Wang Ťie                                       | 15. srpna 2025, ~08:17    | 15. srpna 2025, 14:47     | 6 hodin, ~30 minut | Stejný program jako v předchozích dvou případech. První výstup v nových skafandrech. |

Seznam výstupů ke stavbě a údržbě Mezinárodní vesmírné stanice (ISS) se nachází na stránce Seznam výstupů do vesmíru z Mezinárodní vesmírné stanice.